# Michelle Marciniak
Michelle Marciniak, née le 29 octobre 1973 à Macungie, en Pennsylvanie, est une joueuse et entraîneuse américaine de basket-ball. Elle évolue durant sa carrière au poste d'arrière.

## Palmarès
- Championne NCAA 1996
- MOP du championnat NCAA 1996